# Helmut Schimeczek
Helmut Schimeczek (* 4. Juli 1938 in Berlin) ist ein ehemaliger deutscher Fußballspieler. Der überwiegend als Außenläufer im damaligen WM-System eingesetzte Spieler hat beim SV Werder Bremen von 1958 bis 1963 in der erstklassigen Fußball-Oberliga Nord 135 Ligaspiele (31 Tore) und von 1963 bis 1970 in der Fußball-Bundesliga 78 Ligaspiele (3 Tore) absolviert. Er gewann mit den Grün-Weißen 1961 den DFB-Pokal und 1965 die deutsche Fußballmeisterschaft.

## Karriere
Über die Stationen Norden-Nordwest Berlin, Blau-Weiß 90 Berlin und VfB Fallersleben kam der 20-jährige Nachwuchsspieler 1958 zu Werder Bremen, wo er dann seine  Profikarriere bis 1970 bei Werder verbrachte. Der Außenläufer oder auch Halbstürmer avancierte bei den Grün-Weißen auf Anhieb zum Leistungsträger und wurde einer der Garanten dafür, dass Werder fortan fünfmal in Folge die norddeutsche Vizemeisterschaft errang. In der Oberliga Nord debütierte er am 17. August 1958 unter Trainer Georg Knöpfle bei einer 0:4-Auswärtsniederlage gegen Altona 93. Auf Anhieb bestritt der vorherige Amateurfußballer alle 30 Oberligaspiele und erzielte sechs Tore. Der Nordvize hatte vor der Endrunde um die deutsche Fußballmeisterschaft ein Qualifikationsspiel gegen Borussia Neunkirchen zu bestreiten. Am 3. Mai setzte sich Bremen in Düsseldorf mit 6:3 durch; Schimeczek war als linker Außenläufer an der Seite von Torhüter Dragomir Ilic und Verteidiger Hans Hagenacker zum Einsatz gekommen. In den Gruppenspielen dominierte der spätere deutsche Meister Eintracht Frankfurt klar und fügte auch Bremen im Weserstadion vor 42.000 Zuschauern mit einem 7:2-Auswärtserfolg, eine herbe Klatsche bei. Die Offensivkraft der Eintracht mit den Stürmern Richard Kreß, István Sztani, Eckehard Feigenspan, Dieter Lindner und Alfred Pfaff konnte der Nordvize nicht wirkungsvoll bekämpfen. Es reichte lediglich zu einem 5:2-Heimerfolg gegen den FK Pirmasens, wo Schimeczek einen Treffer beisteuerte.
Im Jahr 1961 gewann er mit Bremen den DFB-Pokal nach einem 2:0-Sieg im Finale gegen den 1. FC Kaiserslautern. Die Torschützen waren Willi Schröder und Helmut Jagielski. Im Europapokal der Pokalsieger war er 1961/62 in vier Spielen gegen Aarhus GF und Atletico Madrid im Einsatz. Am letzten Spieltag der alten erstklassigen Oberliga Nord, den 29. April 1963, gewann er mit seinen Mannschaftskameraden mit 4:2 beim ASV Bergedorf 85. Er debütierte in der Bundesliga am 5. Oktober 1963 bei einer 3:4-Auswärtsniederlage beim späteren ersten Bundesligameister 1. FC Köln. Im Debütjahr der Bundesliga, 1963/64, kam er unter Trainer Willi Multhaup auf 20 Einsätze und erzielte ein Tor, Werder belegte den 10. Rang. Als sein Verein im zweiten Bundesligajahr 1964/65 überraschend mit drei Punkten Vorsprung gegenüber Titelverteidiger Köln die deutsche Meisterschaft gewann, war er nur in sechs Spielen aufgelaufen. In 30 Rundenspielen ließ Werder lediglich 29 Gegentore zu. Als Bremen 1966/67 unter Trainer Günter Brocker mit dem 16. Rang gerade noch den Klassenerhalt erreichte, war Schimeczek nochmals in 24 Bundesligaspielen zum Einsatz gekommen. Genau so überraschend folgte 1967/68 unter Fritz Langner die Vizemeisterschaft. In der Saison 1969/70 bestritt er am 1. April 1970, in einem Nachholspiel, bei einem 1:0-Heimerfolg gegen Hannover 96 seinen letzten Einsatz in der Bundesliga. Er wurde dabei unter Trainer Hans Tilkowski in der 35. Minute für Ole Bjørnmose eingewechselt.
Als Trainer war Schimeczek später bei 1860 Bremen, Olympia Wilhelmshaven und beim Bremer SV tätig.